# Bos van Compiègne
Het Bos van Compiègne (Forêt de Compiègne) is een bos nabij Compiègne in de regio Hauts-de-France, ongeveer 60 kilometer ten noorden van Parijs. Het bos is min of meer cirkelvormig met een diameter van ongeveer 14 kilometer en heeft een omtrek van 93 kilometer. Het bos is zelf meer dan veertienduizend hectare groot. 
In dit bos werd op 11 november 1918 in een rijtuig van een trein de wapenstilstand getekend, die het einde betekende van de Eerste Wereldoorlog. Op 22 juni 1940 werd hier ook de wapenstilstand getekend na de Slag om Frankrijk.
Een merkwaardigheid van dit bos is dat het bestaat uit een groot aantal (ongeveer 200) pleintjes van waaruit straalsgewijs een aantal (vier, zes of acht) kaarsrechte paden naar weer andere pleintjes vertrekken. De hoofdreden van deze structuur was de jacht. Het bos was namelijk vanouds een geliefd jachtgebied voor de koningen van Frankrijk die een directe toegang hadden tot het bos vanuit het kasteel van Compiègne.

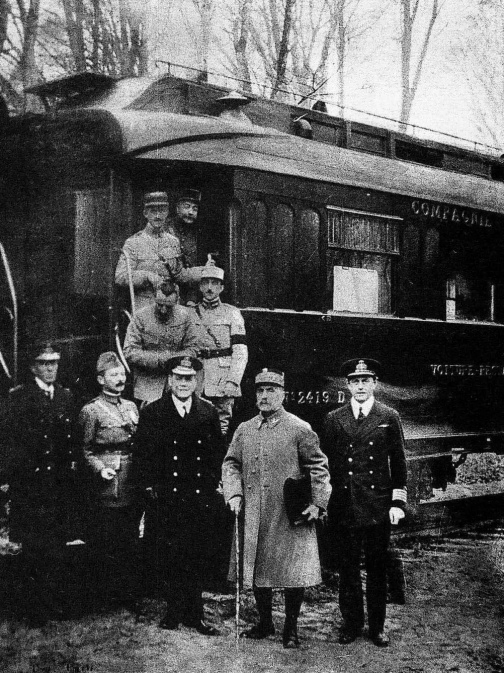
Wapenstilstand van 11 November 1918